# 澤井啟夫
澤井啓夫（1977年3月14日—），日本男性漫畫家，愛知縣豐橋市出身。血型B型。代表作品為《鼻毛真拳》。

## 經歷
- 2000年：在《赤丸Jump》發表《山中臭活劇》。
- 2001年：在《週刊少年Jump》連載搞笑漫畫《鼻毛真拳》，至2007年結束。

## 作品列表

### 連載
- 鼻毛真拳（2001年12號 - 2007年31號）。
- チャゲチャ（2008年42號 - 2008年49號），僅8回就結束，創下《週刊少年Jump》最短連載的紀錄。
- ふわり!どんぱっち（2012年1月號 - 2014年9月號，最強Jump → 週刊少年Jump+）
- ほんのり!どんぱっち（2014年9月22日 - 2015年8月3日）

## 關聯人物
- 松井優征（助手）

## 外部連結
- ボーボボ・ドットコム （页面存档备份，存于）（日語）